# Бартонельози
Бартонельо́зи (англ. Bartonellosis, Bartonella Infections) — це група інфекційних хвороб людей і тварин, які спричинюють бактерії роду Bartonella. (до 1993 р. — Rochalimaea spp.). У природі бартонели циркулюють серед мишоподібних гризунів, пацюків, представників родини котячих (коти, пуми тощо) і собак, зумовлюючи у них персистентну інфекцію з безсимптомним перебігом і тривалою багатомісячною бактеріємію. У 1909 році аргентинський бактеріолог перуанського походження Альберто Бартон виявив першого збудника цієї групи, що спричинює системний бартонельоз.
До цієї групи відносять хвороби людей — волинську (траншейну) гарячку, системний бартонельоз (хвороба Карріона), що включає гостру і хронічну фазу (відповідно — гарячка Ороя та перуанська бородавка), хворобу котячих подряпин, бацилярний (епітеліоїдний) ангіоматоз, бацилярний пурпурний гепатит, ймовірно кліщовий пароксизмальний рикетсіоз. Крім того, збудники цього роду здатні спричиняти хронічну лімфоаденопатію, ендокардит, міокардит, хронічну й гостру бактеріємію, яка може прогресувати — аж до виникнення сепсису. Різні форми бартонельозів здатні передаватися різними механізмами — через кров, контактним. Бацилярний (епітеліоїдний) ангіоматоз і пеліозний гепатит дуже часто є опортуністичними інфекціями, що реєструють у хворих на ВІЛ-інфекцію/СНІД, безхатченків, осіб, які вживають наркотики тощо,,.

## Етіологія
Збудників, які входять до роду Bartonella, на даний момент відомо багато.
Це грам-негативні аероби, що є факультативними внутрішньоклітинними паразитами, яким для зростання необхідний гемін або продукти розщеплення еритроцитів. Мікроскопічно вони виглядають переважно як короткі палички. У зрізах з інфікованих тканин можуть бути зігнутими, плеоморфними, згруповані в компактні скупчення (кластери). Фарбують їх за методом Романовського-Гимза (англ. Romanowsky staining including method Giemsa); у біоптатах з тканин — барвником із застосуванням срібла за методом Ворзена-Старрі (англ. Warthin–Starry stain); сприймають також барвник акридин помаранчевий, який використовують в імунохімічних дослідженнях. Бактерії мають чітко структуровану тришарову оболонку; остання містить до 12 протеїнів.
Поза організмом людини і гризунів культивування бартонел можна здійснити в організмі одежних вошей, котячих блох, а також на твердих і напіврідких поживних середовищах, збагачених кров'ю людини чи тварин. Щоб первинно виділити бартонели з біологічних зразків (крові, біоптатів лімфатичних вузлів, патологічних розростань (вегетацій) на клапанах серця, папул чи інших уражених органів) хворої людини потрібно тривале, до 15-45 діб і більше, витримування засіяних чашок з агаром в оптимальних умовах зростання.
До роду Bartonella включають таких збудників, які на сьогодні виявили здатність спричинювати хвороби у людей:
| Bartonella види                     | Резервуар | Хвороба |
| ----------------------------------- | --------- | --- |
| Bartonella bacilliformis            | люди      | системний бартонельоз (хвороба Карріона) — гарячка Ороя / перуанська бородавка                                      |
| Bartonella quintana                 | люди      | волинська гарячка, бактеріємія, бацилярний ангіоматоз, ендокардит, бацилярний пурпурний гепатит (бацилярний пеліоз) |
| Bartonella henselae                 | коти      | хвороба котячих подряпин, бактеріємія, бацилярний ангіоматоз, ендокардит, бацилярний пурпурний гепатит              |
| Bartonella elizabethae              | пацюки    | ендокардит |
| Bartonella grahamii                 | ?         | ретиніт — ураження сітківки                                                                                         |
| Bartonella vinsoni subsp. arupensis | котячі    | ендокардит, бактеріємія                                                                                             |
| Bartonella washonsis                | гризуни   | міокардит |
| Bartonella clarridgiae              | котячі    | хвороба котячих подряпин, бактеріємія                                                                               |
| Bartonella rochalimae               | люди      | синдром, подібний до гарячки Оройя                                                                                  |

## Патогенез
Bartonellae циркулюють між двома біологічними векторами: членистоногими, у яких ці бактерії існують у травній системі, та ссавцями, у яких ці збудники проживають у системі кровотоку. У ссавців кожен вид бартонел пристосований до свого господаря, має місце внутрішньоклітинний паразитизм, через що бартонели можуть тривало циркулювати в крові хазяїна, зберігатися у внутрішніх органах. Внутрішньоеритроцитарний паразитизм бартонел у людей спостерігають тільки в гострій фазі системного бартонельозу (гарячка Оройя/хвороба Карріона). Бартонелам притаманний тропізм до ендотеліальних клітин, що найбільше відзначається у хронічній фазі системного бартонельозу (перуанська бородавка) і при бацилярному ангіоматозі; тому, що їм притаманна також унікальна особливість — стимулювати проліферацію клітин ендотелію та дрібних кровоносних судин та їх капілярної частини, що й призводить, врешті решт, до розвитку ангіоматозу.
Патологічна реакція може змінюватися залежно від імунного статусу господаря. Так, зараження Bartonella quintana чи clarridgeiae може призвести до вогнищевого запального процесу (хвороба котячих подряпин в імунокомпетентних пацієнтів), тоді як у пацієнтів з імунодефіцитом розвивається судинна проліферативна відповідь у вигляді ангіоматозу, ендокардиту або менінгіту.

## Лікування
Лікування бартонельозів загалом проводять:
| Хвороба                                                           | Дорослі                                                            | Діти                                                     |
| ----------------------------------------------------------------- | ------------------------------------------------------------------ | -------------------------------------------------------- |
| Хвороба котячих подряпин                                          | немає загальноприйнятних настанов                                  | немає загальноприйнятних настанов                        |
| Ретиніт                                                           | доксициклін + рифампіцин                                           | немає загальноприйнятних настанов                        |
| Волинська гарячка або хронічна бактеріємія, спричинена B.quintana | доксициклін + гентаміцин                                           | немає загальноприйнятних настанов                        |
| Бацилярний ангіоматоз                                             | еритроміцин або доксициклін                                        | еритроміцин                                              |
| Бацилярний пурпурний гепатит (бацилярний пеліоз)                  | еритроміцин або доксициклін                                        | еритроміцин                                              |
| Ендокардит                                                        | доксициклін + гентаміцин + рифампіцин або цефтріаксон + гентаміцин | немає загальноприйнятних настанов                        |
| Системний бартонельоз, гостра фаза (гарячка Ороя)                 | ципрофлоксацин або левоміцетин                                     | левоміцетин + будь-який бета-лактамний антибіотик        |
| Системний бартонельоз, хронічна фаза (перуанська бородавка)       | рифампіцин або який-небудь антибіотик з групи макролідів           | рифампіцин або який-небудь антибіотик з групи макролідів |

Останнім часом накопичено все більше даних про необхідність заміни еритроміцину азитроміцином, тому що еритроміцин має на сьогодні багато обтяжуючих чинників — потребує чотирикратного вживання, нерідко погано переноситься, тощо.